# José Comas Quesada
José Comas Quesada (Puerto de la Luz, Las Palmas de Gran Canaria - 3 de Fevereiro de 1928 - 14 de Janeiro de 1993) foi um pintor canarino . Está considerado um dos maiores expoentes da pintura a aguarela, tanto em Canárias como em Espanha, do último quarto do século XX.

## Começo artístico

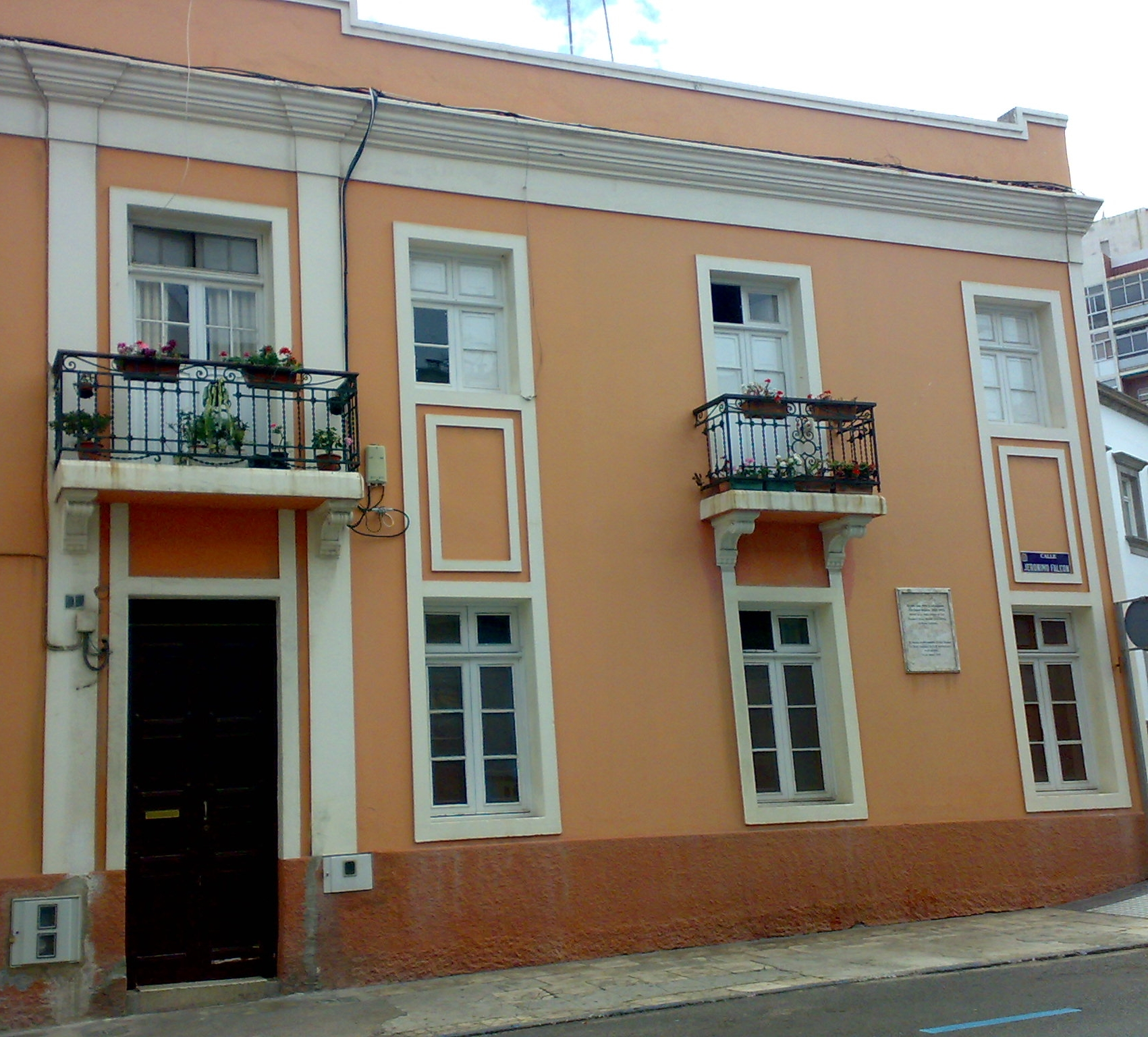
Casa onde o pintor viveu.

Comas Quesada iniciou-se na arte da pintura a temprana idade de 15 anos. Seu interesse por ela já despuntaba na matéria de desenho do segundo grau, dedicando muitas horas a praticar com lápis e carvão. Naqueles tempos difíceis do pós-Guerra Civil espanhola, sua família não considerava a pintura uma profissão apropiada, como explicou em uma entrevista: 
| “ | “Entonces comencé peritaje mercantil, pero sin abandonar mi afición. Recuerdo que junto a varios amigos aprovechábamos los fines de semana para irnos con los caballetes en ristre a la zona de El Rincón o La Laja. La situación económica era tan mala que teníamos que hacernos nosotros mismos los caballetes preparando los lienzos con sacos de harina”. | ” |

Seu interesse pela aquarela, técnica pictórica que não abandonou e que convertiu em veículo de expressão para o resto de sua vida, começou quando ele tenia entre 18 ou 20 anos, ao contemplar umas aquarelas de Francisco Bonnín Guerín em Gabinete Literario da capital de Gran Canaria e de as quais o pintor deciu o seguinte: 
| “ | “Aquellas acuarelas de Bonnín eran algo asombroso, aún recuerdo un bodegón, que daba el perfume de las cosas, la limpieza de tratamiento. (…) Recuerdo que iba al estudio a hacer mis pinitos con la acuarela, luego volver a la exposición… o sea que para mí Bonnín indirectamente fue un maestro”. | ” |

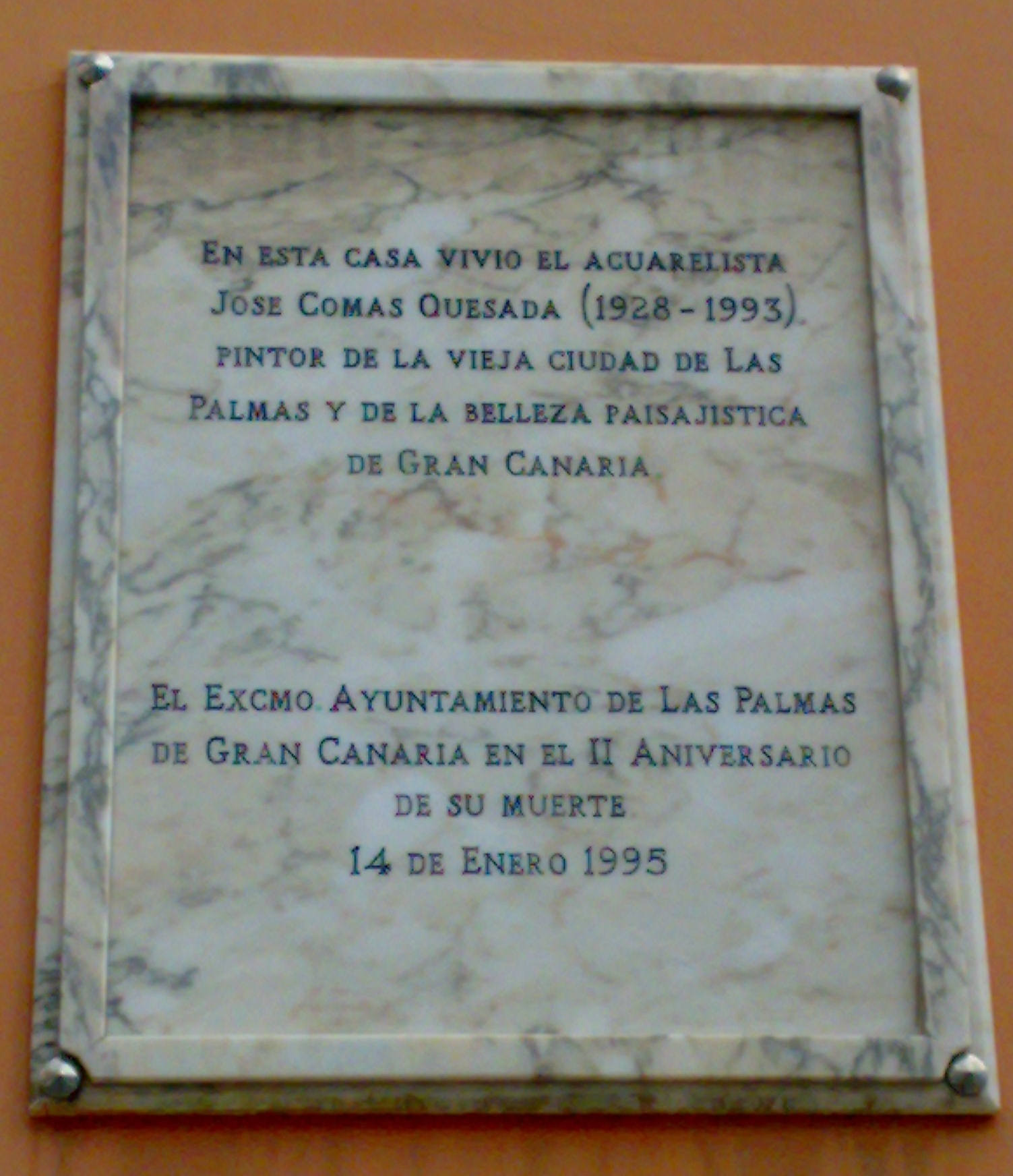
Lápide comemorativa.

Observando as pinturas de Bonnin, José Comas aprendeu a técnica da aquarela de maneira indireta, não obstante respeito ao estilo senteu-se mais identificado com o de Antonio González: 
| “ | “Antonio González Suarez iba buscando lo que late, lo que se siente pero no se ve. Su paisaje de brumas y nieblas es también mi paisaje porque ese es mi sentimiento, las brumas, los días fríos. | ” |

Devido à situação de penúria econômica da década de 1940 não pôde pagar-se um professor, embora isso não ihe impediu aprender de forma autodidata, iniciando-se nas técnicas de lápis, cera, óleo e aquarela. Também praticou outras artes como a talha artesanal e escultura, modelando em barro, gesso ou escaiola, ainda que seu grande afeição sempre foi o desenho.
Durante esta primeira etapa de sua trajetória artística, participou em várias exposições colectivas, como a do Clube PALA (1947) onde apresentou quatro aguarelas de pequeno formato, incluindo "Rincón del Pueblo Canario" e "Barcas en la costa", assim como a exposição de noveles por ocasião de os prêmios "Nicolas Massieu" em Las Palmas de G. C. Assim mesmo interveniu na Bienal de Belas Artes de Las Palmas em 1950, 1952, 1958, 1960 e tomou parte na seleção "Arti Grafiche Ricordi" (Milão, 1954).
Após estas primeiras exibiçoes desapareceu del panorama artístico canário por quase vinte anos por razões de índole familiar e de trabalho.

## Consagração como artista

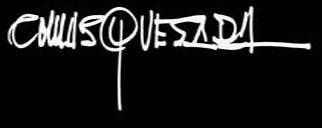
Assinatura.

Em 1974 retomou sua verdadeira vocação, a pintura, e introduciou-se em várias galerias de arte do momento. O desencadeante que levou a isso foi seu trabalho como representante de uma empresa de molduras. Naquel tempo, o aquarelista sentia como si empezasse de novo e dudava da qualidade artística dessos primeiros quadros, daí que firma-se com o pseudônimo de "Masca".
Em 1975, começou a exponer com a "Arupación de Acuarelistas Canarios", primeiro na Sala Cairasco em Las Palmas de Gran Canaria e um ano depois, no "Círculo de Bellas Artes" de Santa Cruz de Tenerife. Em 1976 ele volveu a exhibir na mencionada Sala Cairasco, onde obteneu a medalha de bronze da agrupação pela aquarela titulada "Árboles y bruma."

## Aguarelas comemorativas: "O pintor da cidade"
Especial menção merecem as coleções criadas entre 1977 e 1981, onde realizou, entre outras, várias séries sucessivas de aguarelas cujo leitmotiv versaba sobre os diferentes cantos dos bairros de Vegueta e Triana e que coincidiram em tempo com o 500 aniversário da Fundação de Las Palmas de Gran Canaria.
Tratava-se de evocadoras imagens da cidade antiga, tanto contemporâneas de seu tempo como retrospectivas do finais do século XIX e começos do XX, em que plasmavam-se o espírito da antiga vila; íntimas, cuidadas e recoletas praças, solitários passagems e becos, igrejas, sacadas tradicionais das Canárias ou quiosques testemunha da outra época e tempo.
Algumas das pinturas refletiam a cidade tal como era a finais dos anos setenta, mas para os espaços que tinha sido transformados ou desapareceram vítimas do progresso, como os popularmente conhecidos pontes de pedra e pau, praça de rãs ou o barranco Guiniguada, o artista recorreu para recriar a suas próprias memórias e fotografias de seu arquivo pessoal. Ele soube captar e refletir com muita sensibilidade o ambiente ea atmosfera do passado, deixando assim uma constância documental para as gerações futuras, já que nenhum outro pintor do tempo dedicou-se a imortalizar e retratar a cidade para comemorar um acontecimento tão importante na história de Canárias.
Até a chegada do Comas Quesada, com exceção de certos quadros de Nicolas Massieu, Felo Monzón, Jorge Oramas e alguns autores mais, Las Palmas era uma cidade sem pintores que retratam. E se Massieu é considerado o pintor da Gran Canaria, Comas Quesada é o seu capital, pois até então nenhum outro artista havia produzido tal quantidade de obras sobre ela.
Por esta razão, é conhecido pelo apelido de "o pintor da cidade", foi uma espécie de historiador, de "cronista pictórico". Para estes quadros em particular, ele sacrificou sua técnica habitual a base de velaturas e certa tendência à abstração, por uma fidelidade absoluta na desenho e acercamento na cor local,, trasladando-nos a um passado de bucólicas e românticas imagems, transmitindo toda a beleza e o encanto que desprendia cada lugar e que somente um maestro da aquarela como ele soube apreender e compreender.
A primeira das coleções saía em Junho de 1977, quando o artista apresentou em uma pasta seis aquarelas editadas em séries limitadas e numeradas, em as quales recolhiam-se pintorescas imagens dos bairros fundacionais de Vegueta e Triana.
Um mês depois, em 4 de Julho de 1977, três anos após seu retorno ao mundo da arte e em suas próprias palavras, sem estar totalmente convencido da qualidade de suas pinturas, realizou sua primeira exposição individual. Com ela abriu-se a sala de arte Madelca, localizada então na Praça Maior de Santa Ana, na capital da Canárias. Foi uma coleção de 20 aquarelas onde plasmavan-se que distintos lugares do zona antiga, antecipando-se assim a comemoração do V Centenário da Fundação de Las Palmas de Gran Canaria que celebraria-se no ano seguinte. Naquele ano ele ganhou o concurso da desaparecida Salão Cairasco, obtendo a medalha de prata da Associação de Aguarelistas  Canarinos com a obra "Ingenio", assim como o prêmio de "conjunto de obra" da Caixa Insular de Poupanças da Gran Canaria.
Em Julho de 1978, ofereceu uma amostra individual em Madelca apresentando novamente temas da antiga urbe a propósito de 500 aniversário da constituição da sua cidade natal, em esta ocasião foram 30 aguarelas. Em Dezembro, ele ganhou a medalha de ouro da Agrupação de Aquarelistas Canarinos em IV certame acontecido na Sala de Exposições Cairasco (do Caixa de Poupanças), por "Bruma".
Em 1979, outra série de aquarelas do centro histórico da capital de Gran Canária titulada "Homenaje a la Vieja Ciudad", expostas na Salão de Arte da Caixa (antigo Salão Cairasco). Naquele mesmo ano ele ganhou o primeiro prêmio pela pintura chamada "Crepúsculo en el Sur" na Primeira Bienal da aguarela "Ciudade de Las Palmas".
Dado o sucesso da acolhida das séries de 1977, 1978 e 1979, sobre os bairros históricos de Vegueta e Triana, essas paisagens urbanos figuram novamente em umas aquarelas e gravuras na Salão de Arte da Caixa do Fundo em Dezembro de 1981. Ainda que sem  esquecr que também criou várias coleções com outra temática paisagística durante aqueles anos.

A partir de 1981 decidiu dar por terminada esta temática (contudo Las Palmas voltaria a ser sua "musa" pela última vez em 1991), afirmando em seu dia: 
| “ | “Mi amor y mi entusiasmo por la ciudad y por Vegueta está suficientemente demostrado. He llevado a Vegueta durante muchos años fijo en mi mente, lo he pintado desde todas sus esquinas y ya la gente cuando ve por ahí una acuarela de la ciudad sabe si es mía o de otros pintores”. | ” |

Durante os anos 80 e inícios da década de 90 continuou participando em várias exposições, tanto individuais como coletivas, em distintos centros culturais, salãos e galerias da Gran Canaria, Tenerife e Fuerteventura.
Em 1985 converteu-se em membro da recém-formado Associação Canarina de Aquarelistas, participando assim mesmo em suas exposições coletivas.

## Última etapa: 1982 - 1992

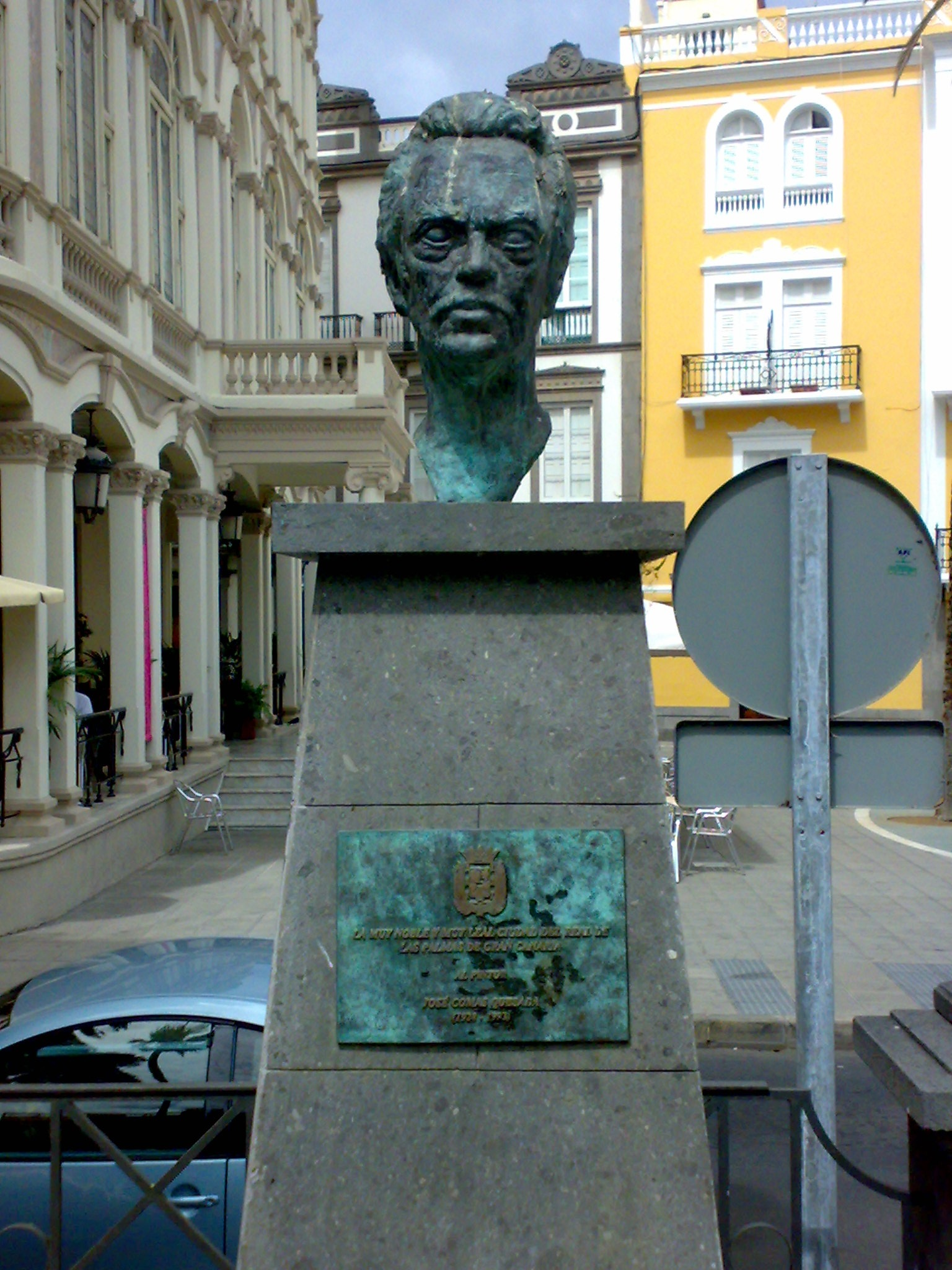
Monumento a Comas Quesada, na Alameda de Colon de seu cidade natal.

Na última etapa de sua carreira artística quebrou com o ilustrativo e tentou composiçãos não tradicionais, tornou-se mais sóbrio na cor e matizou as tonalidades procurando uma gama de cores mais extensa. Esta linha sintética e sugestiva, embora não era nova é em esta fase de maturidade criativa quando adquiriu uma maior virulência, tal e como recalcou: 
| “ | “Me siento subyugado por los efectos neblinosos, por las brumas, las aguas encharcadas… atmósfera intemporal que produce efecto onírico. Es como si buscara en el paisaje que encanto hay detrás, en lo que no se ve, en ese misterioso más allá que no percibimos pero sí admiramos… sugiero una idea, elimino elementos que no me interesan, abstraigo de la realidad”. | ” |

Em Setembro de 1991, na que seria a última exposição realizada durante sua vida, apresentou no CICCA (Centro de Iniciativas da Caixa de Canárias), uma trilogia denominada: "La Vieja Ciudad", "Rincones Isleños" e "Espacios Abiertos". Em relação ao primeira, o aquarelista voltou a recuperar novamente o tema da zona histórica de Las Palmas, mas abordada desde uma técnica renovada com uma pincelada ágil e vigorosa, mais decisão no trazado e maior cromatismo em sua paleta, destacando que era um pintor cuja linguagem artística estava sempre em constante evolução e procura de novas formas de expressão.
O que caracteriza e define a produção pictórica de Comas é um interesse contínuo pela arquitetura e paisagens naturais das costas medianias, e cumes da Gran Canaria, marinas, casas com telhado, pátios e varandas, etc., diferentes partes da ilha. Por outra parte, também pintou muitos dos lugares mais representativos da ilha de Tenerife, praças, ruas, espaços rústicos, sacadas, etc., assim como determinados lugares de Fuerteventura.
O estilo do pintor é completamente identificável, desde o colorido a ambientação, -esse uso extraordinário, mas sem exceder-se, do sfumato- toudo têm um acento sobre o espaço da cartolina: linha e perspectiva, diferenciação de planos, soltura da aguada, etc. Há uma constante preferência por reproducir certos efeitos e elementos atmosféricos que dão a muitas de suas telas um rasgo distintivo; neblinas, céus de variados celajes, reflexos da água, poças, dias chuvosos, etc Marinhas onde a forma torna-se evanescente com tratamento de azules, brancos e dourados excelentes e que recorda a um dos grandes maestros da aquarela de todos os tempos, a Turner.
Adscreviu-se aos princípios da "aquarela experimental", nome com que foram batizadas duas exposições em 1966 e 1971, respectivamente, em La Laguna (Tenerife). Este movimento defendia a experimentação, superando as formas tradicionais que dominavam ao gênero e oferecendo uma visão renovada de acordo com a estilística do momento.

José Comas Quesada foi um virtuoso do desenho, um maestro da aguarela clássica que soube refletir a cor é a luz da Canárias. Comforme suas palavras textuais: 
| “ | “He pintado con gusto y para mí es una satisfacción el dominio de la técnica. Pero no es pintar por pintar, hay que pintar con sentimiento, con el corazón, y hay que ser profesional”. | ” |

## Galeria de trabalhos (1977)
Pinturas pertencentes na série de 20 aquarelas, onde representam-se diferentes cantos dos bairros de Vegueta e Triana.

## Galeria de trabalhos (1978)
Outras cenas da zona histórica da capital de Gran Canária tal como era no finais do século XIX e inícios do XX. De sua coleção de 30 aquarelas comemorativas a propósito do V Centenário da fundação da cidade.

Panorâmica da Rua Maior de Triana.Panorâmica da Rua Maior de Triana.
Perspectiva do barranco Guiniguada com o ponte da pedra.Perspectiva do barranco Guiniguada com o ponte da pedra.
Ponte de Verdugo e Catedral.Ponte de Verdugo e Catedral.
Ponte de López Botas e seus quiosques.Ponte de López Botas e seus quiosques.
Vendedores de produtos agrícolas em mercado de Vegueta.Vendedores de produtos agrícolas em mercado de Vegueta.